# Ichneumon armillatorius
Ichneumon armillatorius là một loài tò vò trong họ Ichneumonidae.